# 최봉태
최봉태(崔鳳泰, 1962년 7월 16일 ~ )는 대한민국의 변호사이다. 현재 법무법인 삼일 소속 변호사이다.

## 경력
대구고등학교, 서울대학교 법학과를 졸업하고 1981년 31회 사법시험에 합격, 사법연수원 21기를 수료했다.
1994년부터 1997년까지 일본 도쿄대에서 유학했다.
2005년 1월부터 2006년 1월까지 국무총리산하 일제강점하 강제동원피해진상규명위원회 사무국장을 지냈다.

## 일제 강제징용 피해자 소송
대한민국의 일제 강제징용 피해자와 유족 등 6명이 미쓰비시 중공업과 신일본제철을 상대로 부산지법에 제소한 손해배상 청구소송을 2000년 5월 1일부터 대리하여 진행했다.
2006년 1심, 2009년 2심을 모두 패소했으나 2012년 5월 24일 대법원에서 원고 패소한 고등법원의 2심을 파기, 환송하는 승소 판결을 이끌어 내었다.
1994년부터 1997년 일본에 유학하여 노동법을 공부하던 중, 한국인 피해자들이 일본 법정을 상대로 재판을 진행하는 것을 구경하면서 일제 강제징용 피해자에 관심을 가지기 시작했다.
당시 일본의 변호사들이 한국인 피해자들을 위해 변론하던 것을 보고, 대한민국 변호사로서 부끄러움을 느꼈으며, 이를 계기로 한국에서 강제징용 피해자들의 소송을 담당하게 되었다.

## 주요 경력
- 1997년: 영남대학교 겸임교수 (국제거래, 지식재산권)
- 1997년 ~ 2004년: 경북지방노동위원회 공익위원
- 1998년: 대구참여연대 초대사무처장 / 성서공단 고문변호사
- 1998년 ~ 1999년: 한국동경대 법대 동창회 간사장
- 1999년 ~ 2004년: 대구지방검찰청 범죄피해자구조심의회 심의위원
- 2003년 ~ 2004년: 정신대할머니와 함께하는 시민모임 대표
- 2003년 ~ 2004년: 대구지방 변호사회 국제교류위원회 위원장
- 2004년: 민주사회를 위한 변호사모임 대구지부 초대지부장
- 2005년 ~ 2006년: 국무총리산하 일제강점하 강제동원피해진상규명위원회 사무국장
- 2007년 ~ 2009년: 건강보험관리공단 고문변호사
- 2008년 ~ 경상북도독도수호 법률자문위원
- 2009년 ~ 일제피해자 공제조합 고문
- 2010년 ~ 대한변호사협회 인권위원회 일제피해자인권소 위원회 위원장

## 같이 보기
- 법무법인 삼일